# Rien Schuurhuis
Rien Schuurhuis né le 12 août 1982 à Groningue, est un coureur cycliste néerlandais, de nationalité sportive vaticane.

## Biographie
Il est marié à Chiara Porro (en), ambassadrice d'Australie auprès du Saint-Siège, ce qui lui permet de concourir sous les couleurs du Vatican,.
En effet, la possibilité d'être éligible selon les critères du Vatican s'étend non seulement aux résidents, mais également aux employés, ainsi qu'à leur famille en lien direct. C'est ainsi que Rien Schuurhuis a pu rejoindre l'équipe Athletica Vaticana,.

### Carrière sportive
En 2021, il se classe 40e du championnat des Pays-Bas du contre-la-montre.
En 2022, 2023 et 2024, il représente le Vatican aux championnats du monde de cyclisme sur route : il abandonne la course et n'est donc pas classé.

#### Palmarès
- 2019
  - 2e et 4e étapes du Tour Tahiti Nui